# U.S. Route 22
Pour les articles homonymes, voir Route 22.
La U.S. Route 22 (US 22) est une US Route ouest–est faisant partie du projet original de 1926 des US Routes. Elle relie Cincinnati, Ohio à Newark, New Jersey, près de l'Aéroport international de Newark. Elle traverse l'Ohio, la Virginie-Occidentale, la Pennsylvanie et le New Jersey.

## Description du tracé
|       | mi     | km       |
| ----- | ------ | -------- |
| OH    | 244,10 | 392,84   |
| WV    | 6,01   | 9,67     |
| PA    | 338,20 | 544,28   |
| NJ    | 60,53  | 97,41    |
| Total | 648,84 | 1 044,21 |

### Ohio
La US 22 a son terminus ouest au centre-ville de Cincinnati. La US 22 ouest et la US 22 est n'ont pas exactement le même terminus. Officiellement, la US 22 est débute sur on Central Avenue (US 27 nord / US 52 ouest / US 127 nord) à l'intersection avec 5th Street. Elle se dirige ensuite vers le nord puis l'est, sur 7th Street. Pendant ce temps, la US 22 ouest suit la 9th Street et se termine officiellement à l'intersection avec Central Avenue (l'indication de sa fin est située bien avant, à l'approche de Elm Street, à la US 42 nord).
À partir du centre-ville de Cincinnati jusqu'à Washington Court House, la US 22 suit grossièrement la route historique 3-C Highway laquelle reliait Cincinnati, Columbus et Cleveland. À Washington Court House, la US 22 continue vers l'est en passant par Circleville et Lancaster. À Zanesville, la US 22 longe l'I-70 jusqu'à Cambridge. Là, elle bifurque vers le nord-est jusqu'à Cadiz, où elle devient une autoroute à accès limité sur le reste de son trajet en Ohio, soit environ 30 miles (48 km). Elle atteint la rivière Ohio, la traverse et entre en Virginie-Occidentale au sud de Weirton.

### Virginie-Occidentale

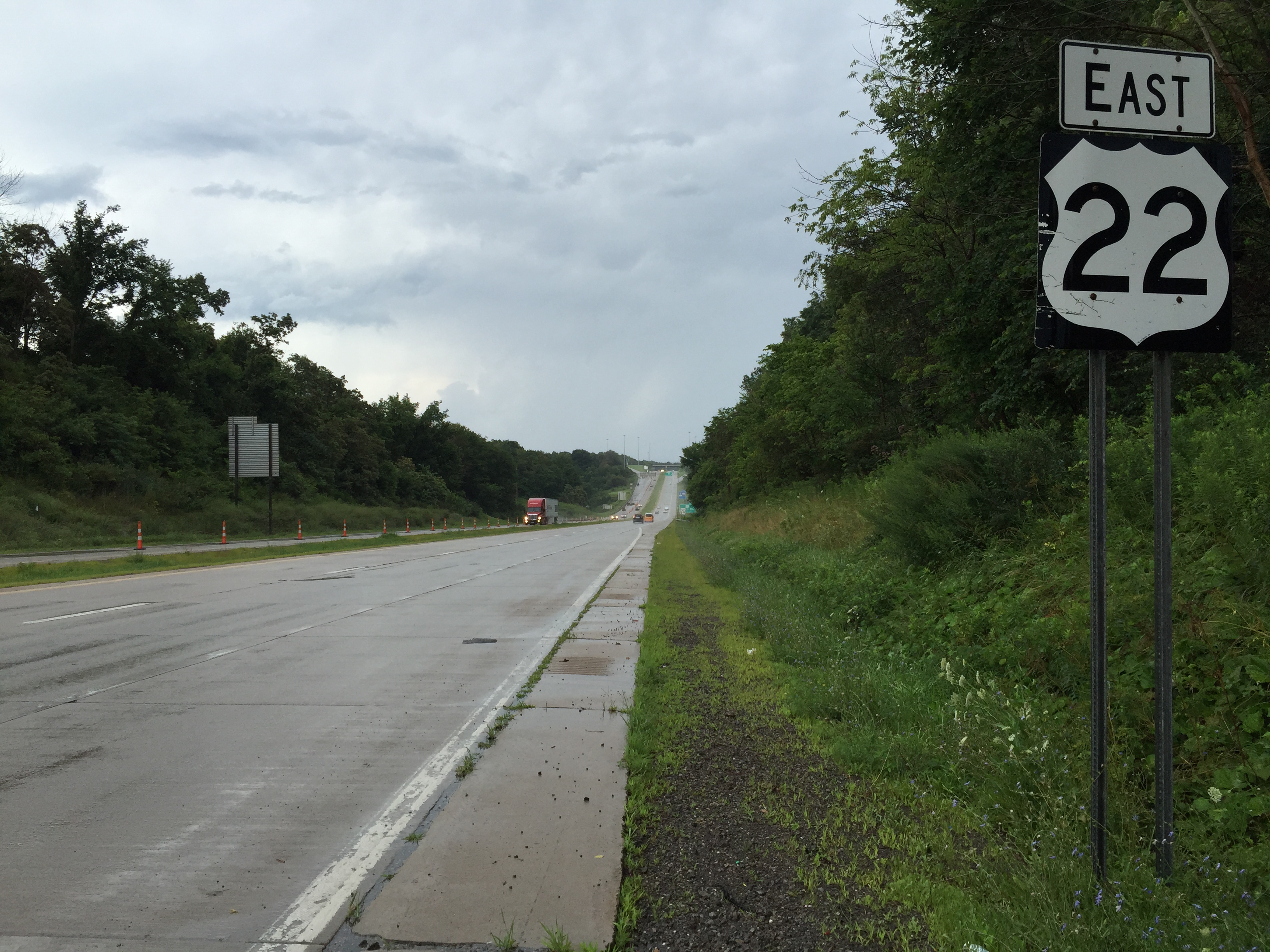
Vue de la US 22 est à Weirton, Virginie-Occidentale

La route arrivant de l'Ohio sous forme d'autoroute se poursuit ainsi lors de son court trajet en Virginie-Occidentale. La US 22 passe au sud de Weirton sur toute sa longueur dans l'état. Elle traverse ensuite la frontière avec la Pennsylvanie et entre dans le Grand Pittsburgh.

### Pennsylvanie

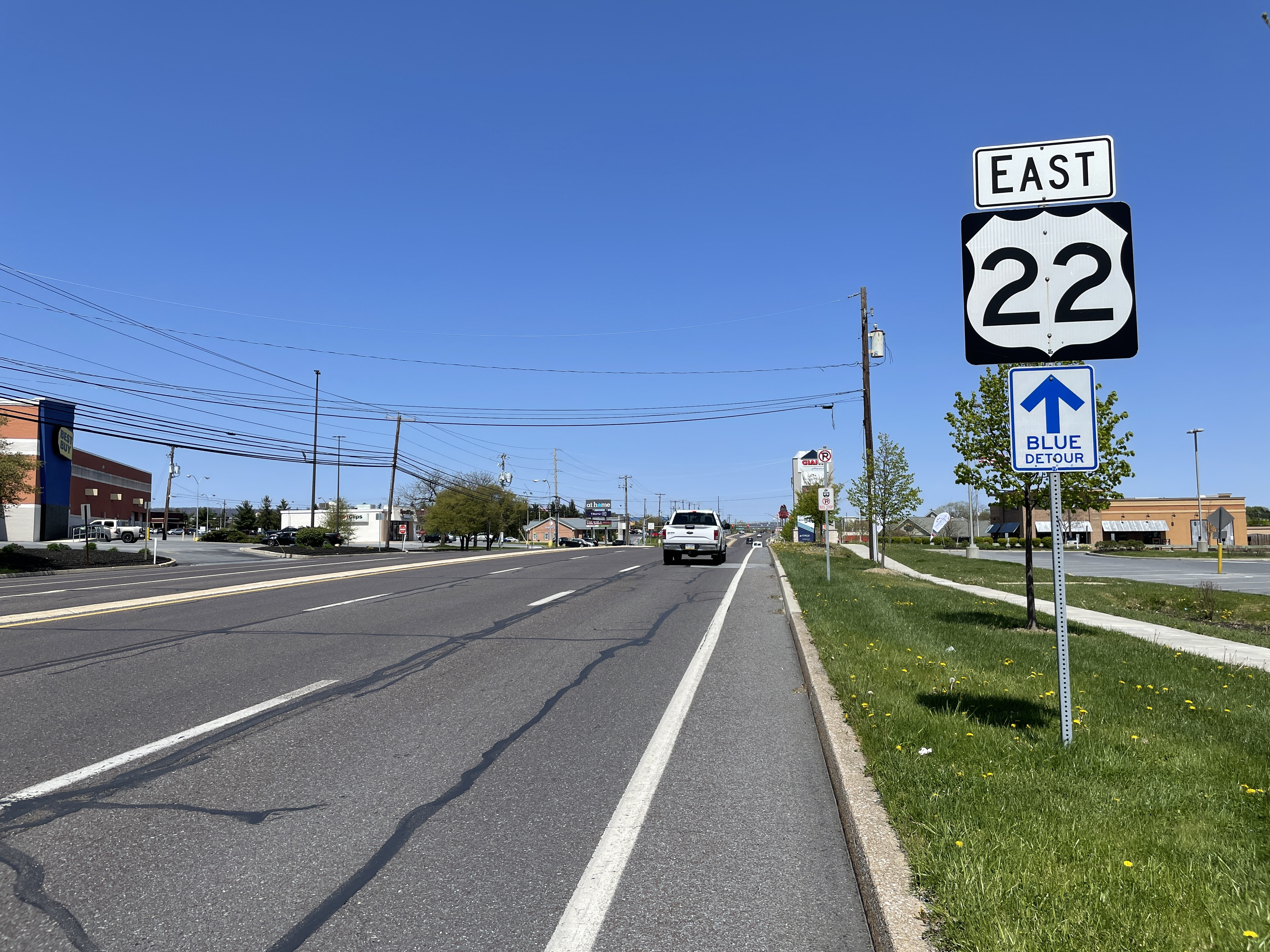
US 22 est à Colonial Park, Pennsylvanie, à l'est de Harrisburg

La US 22 entre en Pennsylvanie comme autoroute à accès limité à Paris. Elle continue sous cette forme jusqu'à l'I-376, avec laquelle elle entreprend un multiplex vers le sud-est. En multiplex, elle se dirige vers le centre de Pittsburgh et traverse la rivière Monongahela. Elle demeure en multiplex avec l'I-376 jusqu'à la fin de celle-ci à la jonction avec l'I-76, à l'est de Pittsburgh, à Monroeville.
À l'est de l'I-376, la US 22 continue comme route à quatre voies comptant quelques intersections à niveau. Elle est ainsi configurée jusqu'à la jonction avec la US 220 et l'I-99 à l'ouest d'Altoona. Juste avant de croiser l'I-99, la US 22 bifurque vers le sud et l'est pour passer par Duncansville et Hollidaysburg. Elle devient une route rurale à deux voies et se dirige alors vers le nord-est jusqu'à Alexandria et vers le sud-est jusqu'à Mount Union. Là, elle rencontre la US 522 et forme un multiplex avec celle-ci, vers le nord-est, jusqu'à Lewistown. Elle se sépare et longe la Juanita River jusqu'à Duncannon où elle traverse et longe le fleuve Susquehanna jusqu'à Harrisburg en multiplex avec la US 322.
Au nord de la ville, les routes se séparent. La US 22 se dirige vers le centre-ville et vient ensuite longer l'I-81. Au nord-ouest de Jonestown, elle longe plutôt l'I-78 jusqu'à l'est de Fredericksburg, où elle entamme un multiplex avec celle-ci jusqu'à Allentown.
Après s'être séparée de l'I-78, elle passe au nord d'Allentown et traverse la Vallée de Lehigh. Elle est une route à quatre voies à accès limité entre l'I-78 et Easton, à l'est. Il s'agit du tracé originellement prévu pour l'I-78 qui a été déplacé en raison de protestations locales. La US 22 traverse alors le fleuve Delaware pour entrer au New Jersey.

### New Jersey

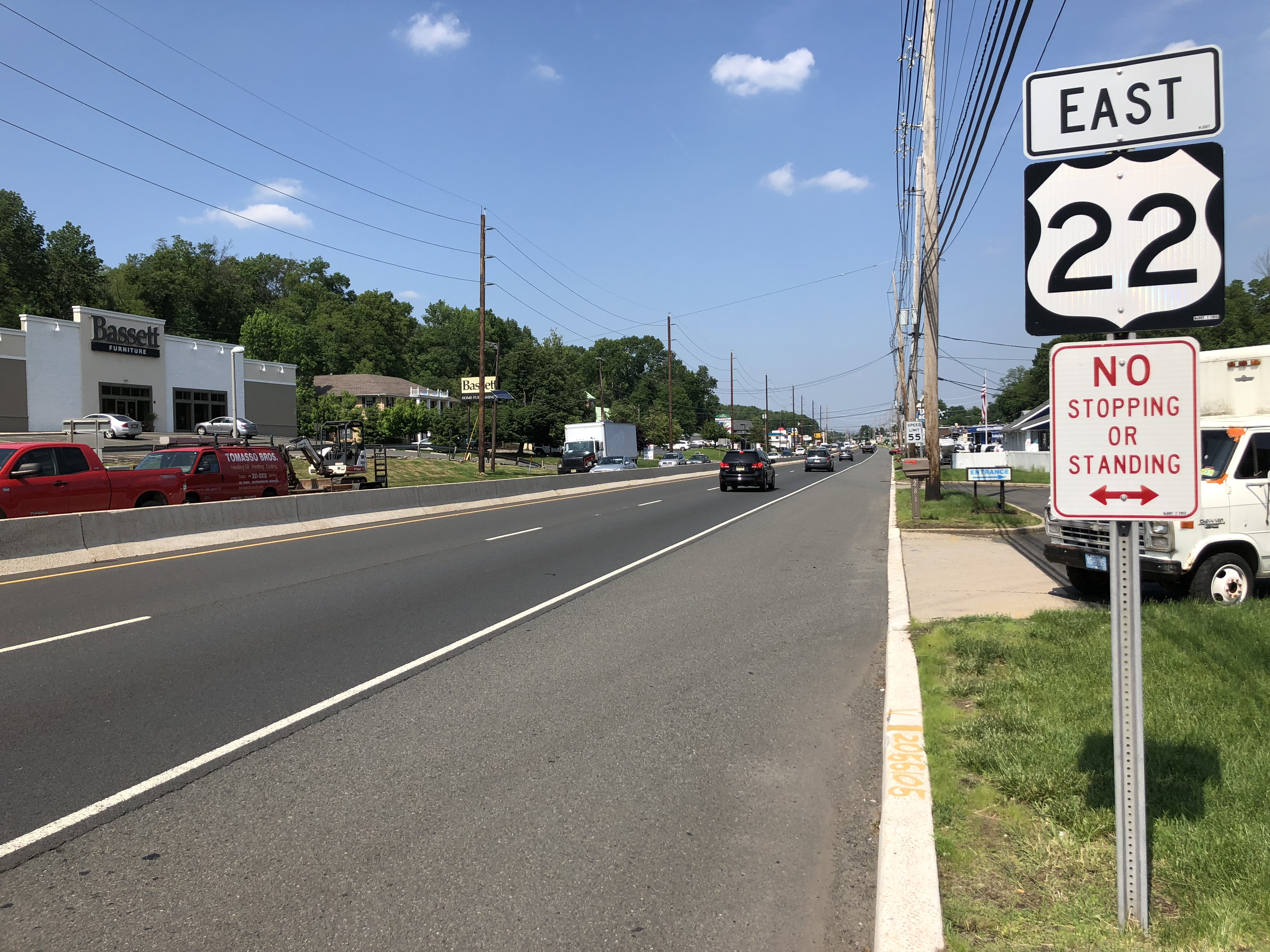
Vue de la US 22 est à Cramer Avenue à Green Brook, New Jersey

La US 22 au New Jersey a largement été remplacée par l'I-78. Elle forme un multiplex sur environ 15 miles (24 km). Elle entre au New Jersey à Phillipsburg et, après s'être dirigé vers l'est, elle bifurque vers le sud et rejoint l'I-78, pour former le multiplex. C'est à Clinton qu'elle se sépare de l'autoroute. Elle continue toutefois d'être parallèle à l'I-78 alors qu'elle passe par Lebanon et Somerville. Elle prend alors la forme d'une voie express avec certaines intersections et échangeurs.
Alors qu'elle s'approche de Union Township, la US 22 rencontre la G.S. Parkway à l'ouest de l'Aéroport international de Newark. Elle se termine à un échangeur complexe entre la US 1, la US 9 et l'I-78 au nord de l'aéroport.

## Intersections majeures
Ohio
 US 27 / US 42 / US 52 / US 127 à Cincinnati. Les routes forment un multiplex dans la ville.
 I-75 / US 50 à Cincinnati
 I-71 à Cincinnati
 I-71 à Cincinnati
 I-71 à Kenwood
 I-275 à Montgomery
 US 68 à Wilmington
 US 35 à Washington Court House
 US 62 à Washington Court House. Les routes forment un multiplex dans la ville.
 US 23 à Circleville
 US 33 au sud-ouest de Lancaster
 US 40 à Zanesville. Les routes forment un multiplex jusqu'à Cambridge.
 I-70 à Perry Township
 I-77 à Cambridge
 US 250 à Cadiz. Les routes forment un multiplex dans la ville.
Virginie-Occidentale
Aucune intersection majeure
Pennsylvanie
 US 30 à North Fayette Township. Les routes forment un multiplex jusqu'à Forest Hills.
 I-376 à Robinson Township. Les routes forment un multiplex jusqu'à Monroeville.
 I-79 à Robinson Township
 US 19 à Pittsburgh
 I-279 à Pittsburgh
 I-76 à Monroeville
 US 119 à Salem Township. Les routes forment un multiplex jusqu'à Burrell Township.
 US 219 à Cambria Township
 I-99 / US 220 à Allegheny Township
 US 522 à Wayne Township. Les routes forment un multiplex jusqu'à Lewistown.
 US 322 à Lewistown. Les routes forment un multiplex jusqu'à Harrisburg.
 US 11 / US 15 à Reed Township
 I-81 à Harrisburg
 I-83 / US 322 à Harrisburg
 I-78 à Bethel Township. Les routes forment un multiplex jusqu'à l'ouest d'Allentown.
 I-476 / Penna Turnpike à l'ouest d'Allentown
New Jersey
 I-78 à Pohatcong Township. Les routes forment un multiplex jusqu'à Clinton Township.
 US 202 / US 206 à Bridgewater Township
 I-287 à Bridgewater Township
 G.S. Parkway à Union Township
 US 1 / US 9 à Newark
 I-78 à Newark

## Routes auxiliaires
- US 222, route sud-nord de 94 miles (152 km) reliant Conowingo, Maryland à Dorneyville, Pennsylvanie. Elle ne croise pas la US 22.
- US 322, route ouest-est de 494 miles (795 km) reliant Cleveland, Ohio à Atlantic City, New Jersey, en passant par la Pennsylvanie.
- US 422, route ouest-est de 352 miles (563 km) divisée en deux segments. Elle relie d'abord Cleveland, Ohio à Edenburg, Pennsylvanie et reprend pour relier Hershey à King of Prussia, Pennsylvanie.
- US 522, route sud-nord de 308 miles (496 km) reliant Powhatan, Virginie à Selinsgrove, Pennsylvanie, en passant par la Virginie-Occidentale et le Maryland.